# Allen Tate
John Orley Allen Tate (ur. 19 listopada 1899, zm. 9 lutego 1979) – amerykański poeta, prozaik, krytyk i teoretyk literatury.
Tworzył medytacyjne poezje o charakterze filozoficzno-religijnym, związanych z tradycją angielskiej barokowej poezji metafizycznej i mitologią amerykańskiego Południa. (m.in. Ode to the Cenfederate Dead z 1928). Był krytykiem współczesnej cywilizacji amerykańskiej i rzecznikiem południowego regionalizmu. Zasłynął jako autor powieści The Fathers - z czasów wojny secesyjnej oraz biografii kofederackich przywódców. Jako krytyk literacki reprezentował tzw. nową krytykę w anglo-ameryklańskim kierunku badań literackich po 1920 roku. Liczne prace krytyczne i teoretyczne zebrał m.in. w tomach The Reactionary Essays on Poetry and Ideas (1936) oraz on the Limits of Poetry (1948).